# Щедрик (монета)
«Ще́дрик» — ювілейна монета номіналом 5 гривень, випущена Національним банком України, присвячена 100-річчю першого виконання твору Миколи Дмитровича Леонтовича — «Щедрик», хором Київського університету.
Монету введено в обіг 5 січня 2016 року. Вона належить до серії «Українська спадщина».

## Опис монети та характеристики
| Номінал грн. | Метал      | Маса, г | Діаметр, мм | Якість виготовлення       | Гурт     | Тираж, штук                                        |
| ------------ | ---------- | ------- | ----------- | ------------------------- | -------- | -------------------------------------------------- |
| 5            | нейзильбер | 16,54   | 35,0        | спеціальний анциркулейтед | рифлений | 50 000 (у тому числі 30 000 у сувенірній упаковці) |

### Аверс
На аверсі монети на матовому тлі розміщено: угорі малий Державний Герб України, праворуч від якого напис «УКРАЇНА», під яким рік карбування монети «2016», на тлі нотних рядків рельєфне зображення ластівки, під якою праворуч номінал — «5/ГРИВЕНЬ» та логотип Бакнотно-монетного двору Національного банку України.

### Реверс
На реверсі монети зображено групу колядників, які співають, один із них тримає різдвяну зірку, над якою написи — «ЩЕДРИК», «ЩЕДРИК», «ЩЕДРІВОЧКА».

30000 монет із загального тиражу було випущено у буклетах
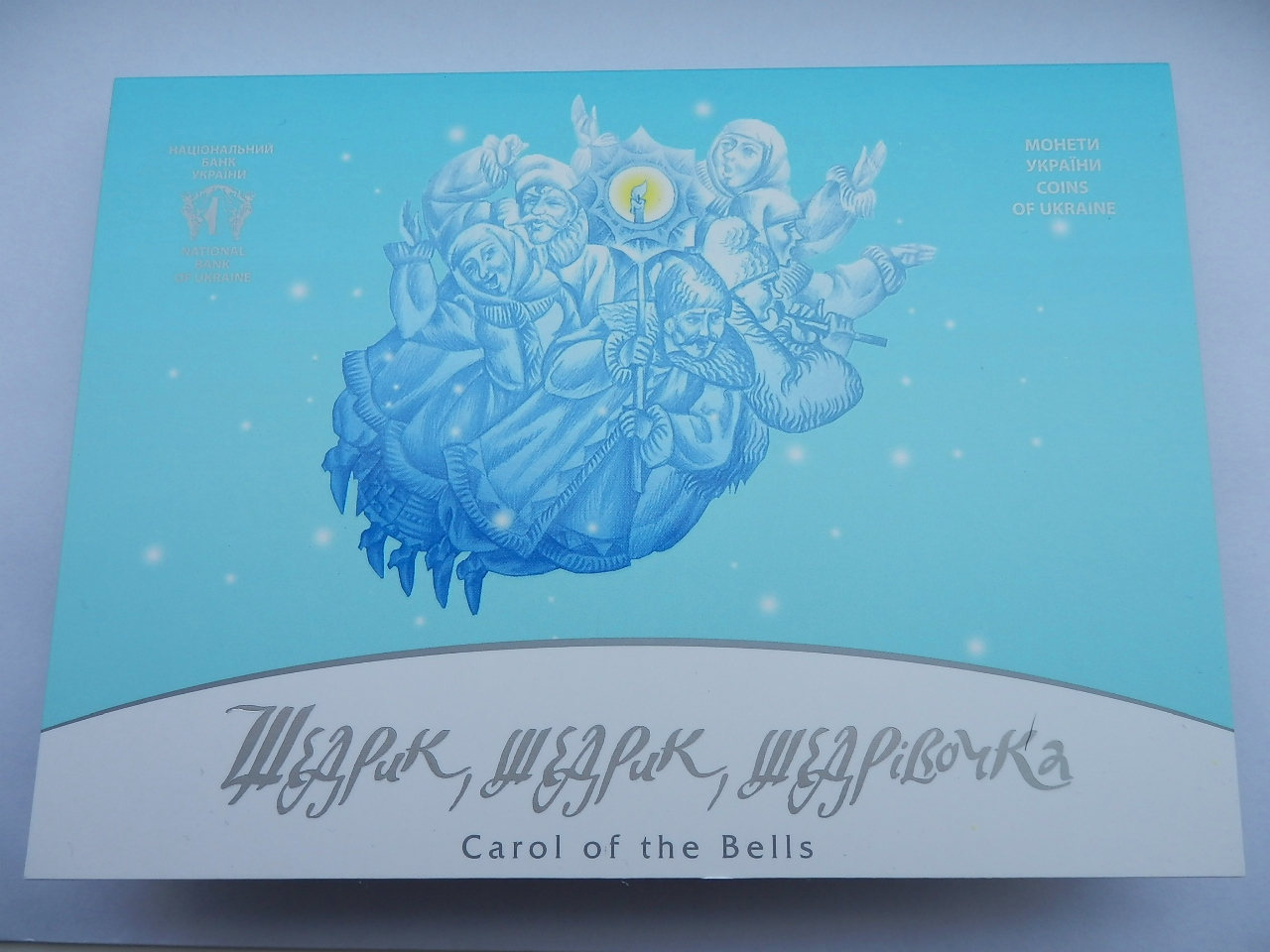
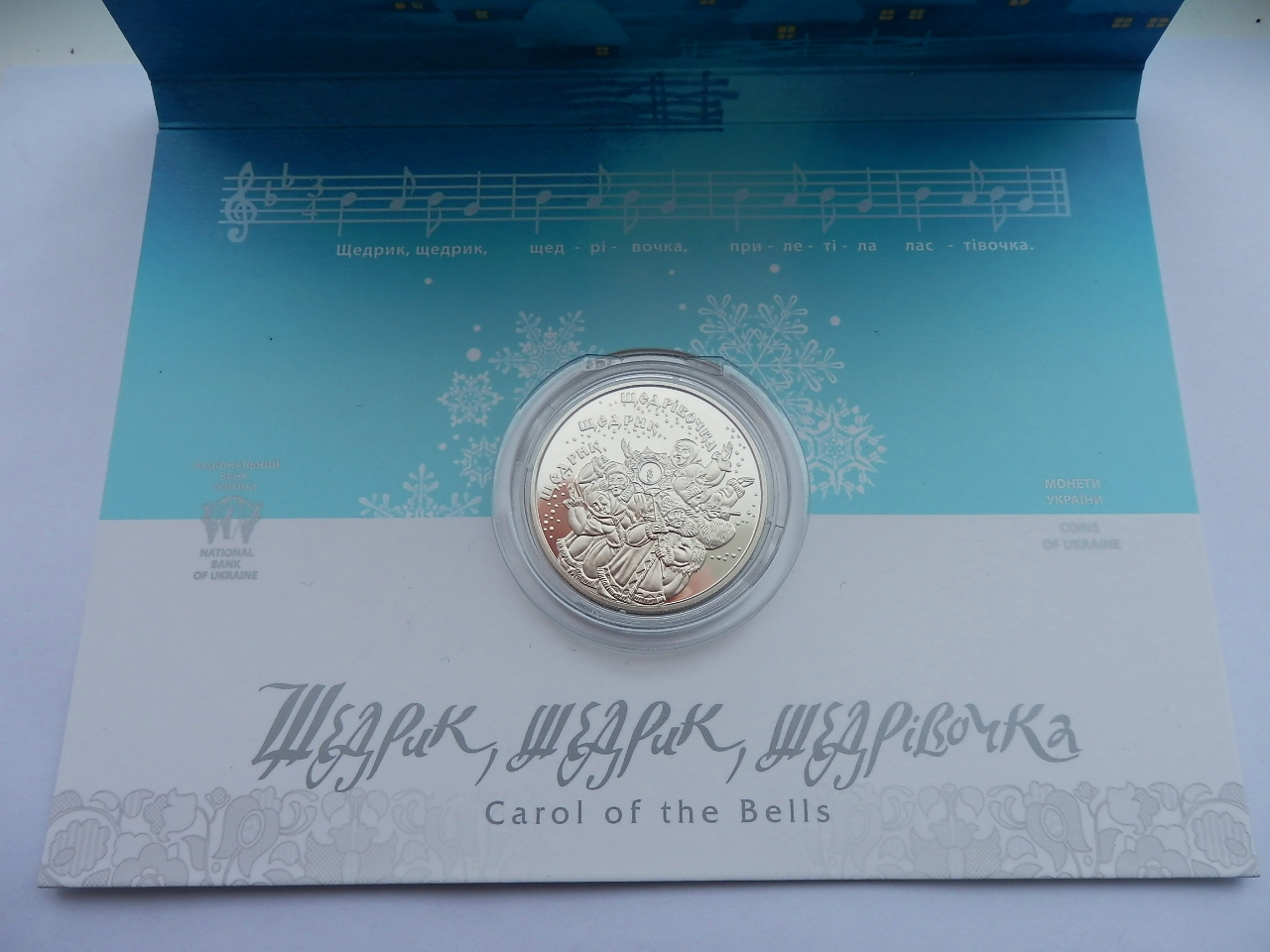
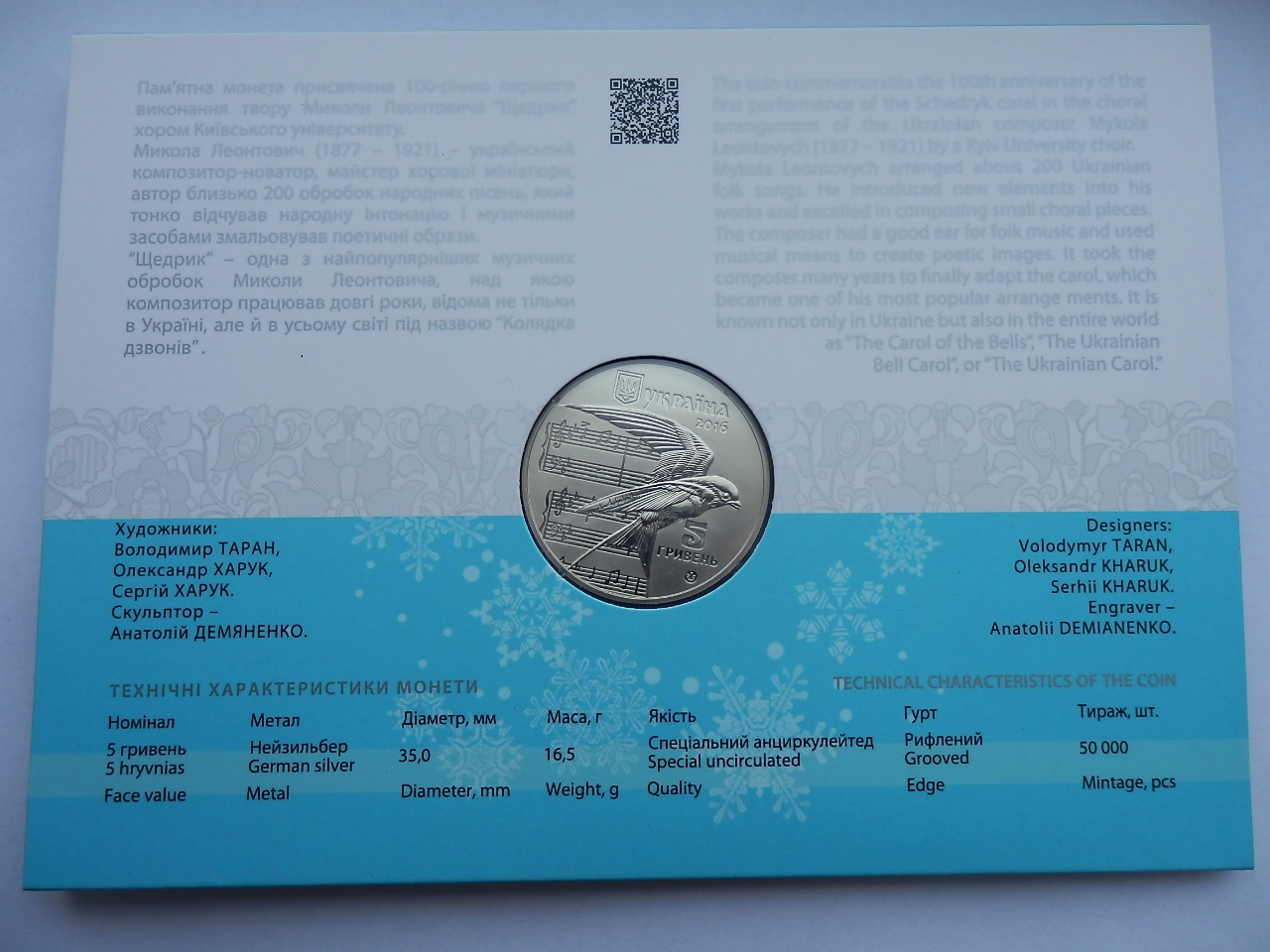

## Автори

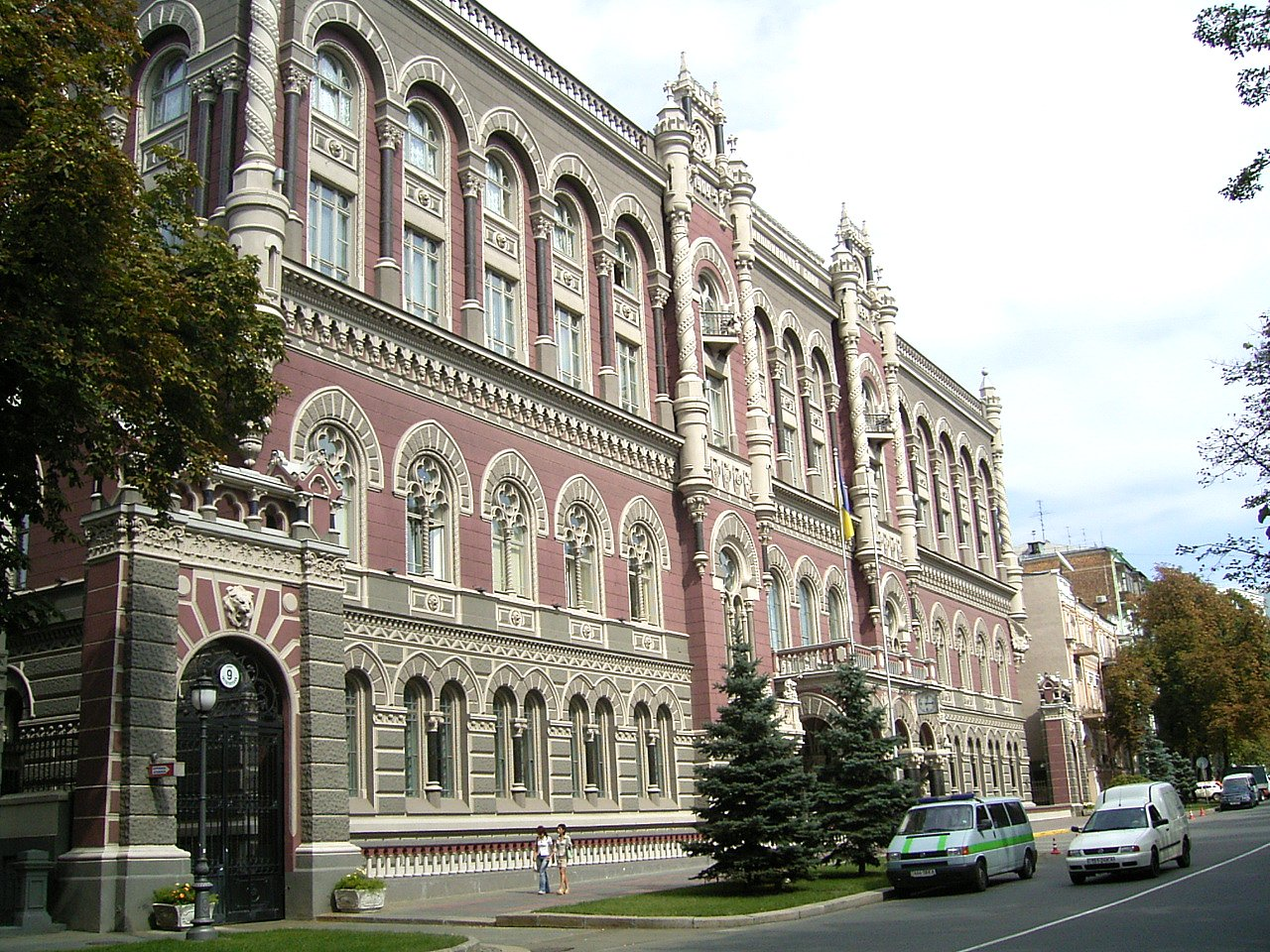
Будівля Національного банку України

- Художники: Таран Володимир, Харук Олександр, Харук Сергій.
- Скульптор — Дем'яненко Анатолій.

## Вартість монети
Під час введення монети в обіг у 2016 році, Національний банк України реалізовував монету через свої філії за ціною 38 гривень.
Фактична приблизна вартість монети з роками змінювалася так:
| Рік        | 2016 | 2017 | 2018 | 2019 | 2020 | 2021 | 2022 | 2023 | 2024 | 2025 |
| ---------- | ---- | ---- | ---- | ---- | ---- | ---- | ---- | ---- | ---- | ---- |
| Ціна, грн. | 68   | 80   | 85   | 95   | 110  | 170  | 210  | 410  | 900  | 980  |